# Парламентские выборы в Лихтенштейне (1962)

Парламентские выборы в Лихтенштейне проходили 25 марта 1962 года.
На этих выборах впервые участвовала Христианско-социальная партия. В результате Прогрессивная гражданская партия получила 8 мест из 15 мест Ландтага. Тем не менее было сформировано коалиционное правительство с Патриотическим союзом.

## Результаты
| Партия                                 | Партия                                 | Голосов | %    | Мест | +/–   |
| -------------------------------------- | -------------------------------------- | ------- | ---- | ---- | ----- |
|                                        | Прогрессивная гражданская партия       | 1 599   | 47,2 | 8    | –1 ▼  |
|                                        | Патриотический союз                    | 1 448   | 42,7 | 7    | +1 ▲  |
|                                        | Христианско-социальная партия          | 342     | 10,1 | 0    | новая |
| Недействительных/пустых бюллетеней     | Недействительных/пустых бюллетеней     | 62      | —    | —    | —     |
| Всего                                  | Всего                                  | 3 451   | 100  | 15   | 0     |
| Зарегистрированных избирателей/Явка, % | Зарегистрированных избирателей/Явка, % | 3 646   | 94,7 | –    | –     |
| Источник: Nohlen & Stöver              |                                        |         |      |      |       |